# Jules Dudoit
Pour les articles homonymes, voir Dudoit.
Jules Dudoit (Port-Louis, 28 janvier 1803 - Honolulu, 21 juillet 1866) est un navigateur franco-britannique, premier consul de France aux îles Sandwich. 

## Biographie
Il s'embarque dès 1816 sur des navires marchands qui sillonnent l'océan Indien et le Pacifique et obtient aux États-Unis un brevet de capitaine au long cours. De retour à l'île Maurice où tout le monde le croyait mort, en 1825, il reprend la mer en 1830 sur son propre navire, le Clémentine qu'il a baptisé du nom de sa femme prématurément décédée. 
En 1835, il se fixe à Hawaï et y développe une flottille assurant les liaisons entre la Californie et Honolulu. Le 17 avril 1837, il ramène à Hawaï deux missionnaires catholiques qui avaient été chassé par Kamehameha III, les pères Bachelot et Short. Les autorités hawaïennes s'opposent alors au débarquement des deux hommes, ce qui signe le début de la guerre des missions qui connaitre son apogée dans les années 1840. 
Dupetit-Thouars arrive le 10 juillet 1837 et constitue un front franco-britannique. Avec Edward Belcher, commandant du Sulphur, il fait pression sur la reine pour que s'arrêtent les maltraitances envers les missionnaires catholiques. Les deux missionnaires sont enfin déposés à terre et sont installés dans la maison même de Jules Dudoit. Un accord est trouvé pour que les deux hommes soient autorisés à séjourner jusqu’à ce qu'ils puissent embarquer pour Lima, Valparaiso ou Manille. 
Le 23 juillet, Dupetit-Thouars nomme Dudoit consul de France, désignation qui sera confirmée en octobre 1839 par Louis-Philippe. Mais dès le départ de Belcher et Dupetit-Thouars, les persécutions reprennent. Pour qu'ils puissent quitter l'archipel, en novembre 1837, Dudoit vend sa goélette L'Honolulu aux missionnaires qui la rebaptisent Notre-Dame de la Paix. 
Avec le consul d'Angleterre Richard Charlton (en), Dudoit tente de défendre l'indépendance des îles Sandwich de l'annexion américaine et, en 1841, participe à la fondation de la loge maçonnique Le Progrès de l'Océanie. Il est remplacé comme consul en 1847 par Peter Dillon. Il se retire alors sur l'île de Kauai où il se consacre à l'élevage. Il meurt assassiné dans son sommeil par son cuisinier en 1866, laissant cinq enfants de son second mariage avec Anne Corney.